# Fallah Johnson
Fallah Johnson   (Libèria, 26 d'octubre de 1976) és un exfutbolista liberià de les dècades de 1990 i 2000.
Fou internacional amb la selecció de futbol de Libèria.
Pel que fa a clubs, destacà a Mighty Barolle i LPRC Oilers.